# THE ALFEE SINGLE HISTORY VOL.I 1979-1982
『THE ALFEE SINGLE HISTORY VOL.I 1979-1982』（アルフィー・シングル・ヒストリー VOL.I）は、1994年9月20日に発売されたアルフィー13枚目のベスト・アルバム。

## 概要
THE ALFEEは1994年デビュー20周年を迎えた。それを記念して、1979年のポニーキャニオン移籍から1994年までに発売されたシングル40枚の表題曲・カップリング曲を発売順に収録したシングル・ヒストリー・アルバムを4作順次発売することを決定。
本作はその第1作となったアルバム。
ブレイク前の楽曲のみで構成されているが、「シングル・ヒストリー」4作で一番売上が高い作品である。
タイトル内のグループ名表記はアルファベット表記が冠詞が付いた「THE ALFEE」となっているのに対し、片仮名表記は、冠詞が無い。
初回生産分のみ、CD判大の本作収録12枚のシングル・レコード・ジャケット・カードが付属されていた。

## 収録曲
全曲　作詞・作曲：高見沢俊彦（特記以外）

### DISC.1
1. ラブレター
編曲：クニ河内
シングル･ヴァージョン
2. 過ぎ去りし日々
編曲：クニ河内
シングル･ヴァージョン
3. 踊り子のように
編曲：クニ河内
シングル･ヴァージョン
4. さよならはさりげなく
編曲：クニ河内
5. 星降る夜に…
編曲：矢野立美
6. 街角のヒーロー
作詞：坂崎幸之助 編曲：クニ河内
7. 冬将軍
編曲：アルフィー with 矢野立美
8. さよならの鐘
編曲：アルフィー
9. 無言劇
編曲：アルフィー with 矢野立美
10. 明日なき暴走の果てに
編曲：アルフィー
11. 美しいシーズン
作詞：有川正沙子 編曲：羽田健太郎
12. Feeling Love
編曲：アルフィー

### DISC.2
1. 恋人になりたい
編曲：井上鑑 with アルフィー
2. CHECK OUT
編曲：井上鑑 with アルフィー
3. 宛先のない手紙
編曲：青木望
4. 北のHOTEL
編曲：青木望
5. 通り雨
作詞：有川正沙子/ 編曲：井上鑑
6. 言葉にしたくない天気
作詞：秋元康/ 作曲：坂崎幸之助・高見沢俊彦/ 編曲：井上鑑
7. 泣かないでMY LOVE
編曲：井上鑑
8. モーニング・コールでラスト・キッス
編曲：井上鑑
9. SUNSET SUMMER
編曲：井上鑑
10. 絶狂!ジャンピング・グルーピー
編曲：アルフィー
11. 別れの律動 (リズム)
シングル･ヴァージョン
編曲：ALFEE
12. 挽歌
シングル･ヴァージョン
編曲：ALFEE